# Bougon
Bougon è un comune francese di 194 abitanti situato nel dipartimento delle Deux-Sèvres nella regione della Nuova Aquitania.

## Storia

### Simboli
Nello stemma è rappresentato il tumulo A del complesso archeologico dei tumuli di Bougon.

## Monumenti e luoghi d'interesse
- Tumuli di Bougon
- Chiesa di San Pietro

## Società

### Evoluzione demografica
Abitanti censiti